# Vix (Côte-d'Or)
Pour les articles homonymes, voir Vix.
Vix est une commune française située dans le département de la Côte-d'Or, en région Bourgogne-Franche-Comté.
Le village est connu pour le "vase de Vix" découvert dans une boucle de la Seine, en contrebas du mont Lassois, une colline isolée au pied duquel le village se niche.

## Géographie

### Description
Situé à 200 mètres d'altitude, Vix s'étend sur 3,5 km2. Le territoire communal est dominé par le  mont Lassois qui s'élève d'une centaine de mètres et culmine à 306 mètres d'altitude.
La ville la plus proche est Châtillon-sur-Seine dont le musée renferme l'essentiel des découvertes archéologiques faites sur le territoire communal.

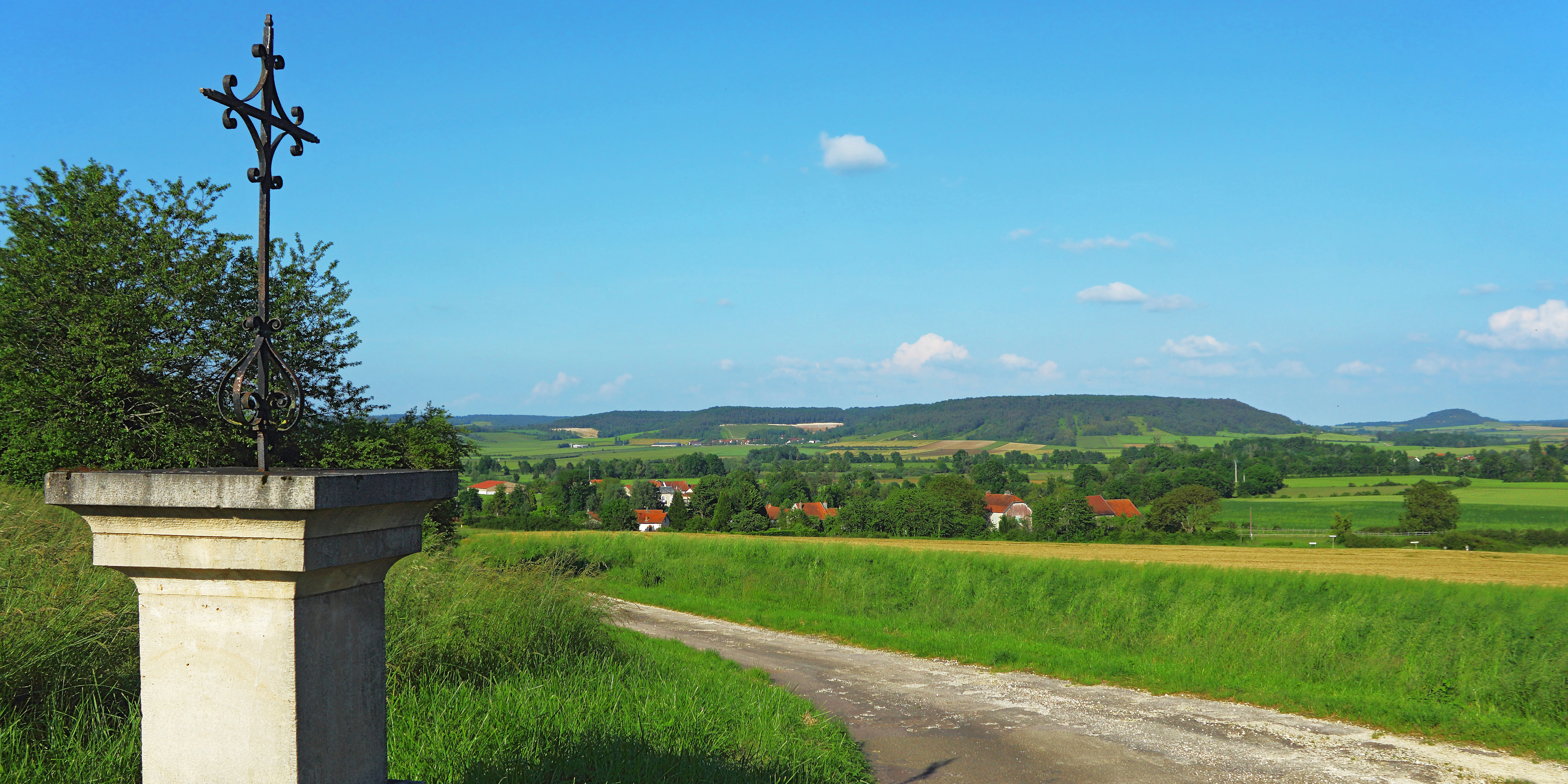
Vix vu de la croix du chemin Mont-Lassois-des-Vignes.

### Communes limitrophes
Les communes limitrophes sont  Montliot-et-Courcelles, Obtrée, Pothières, Vannaire, Villers-Patras et Étrochey.

### Hydrographie

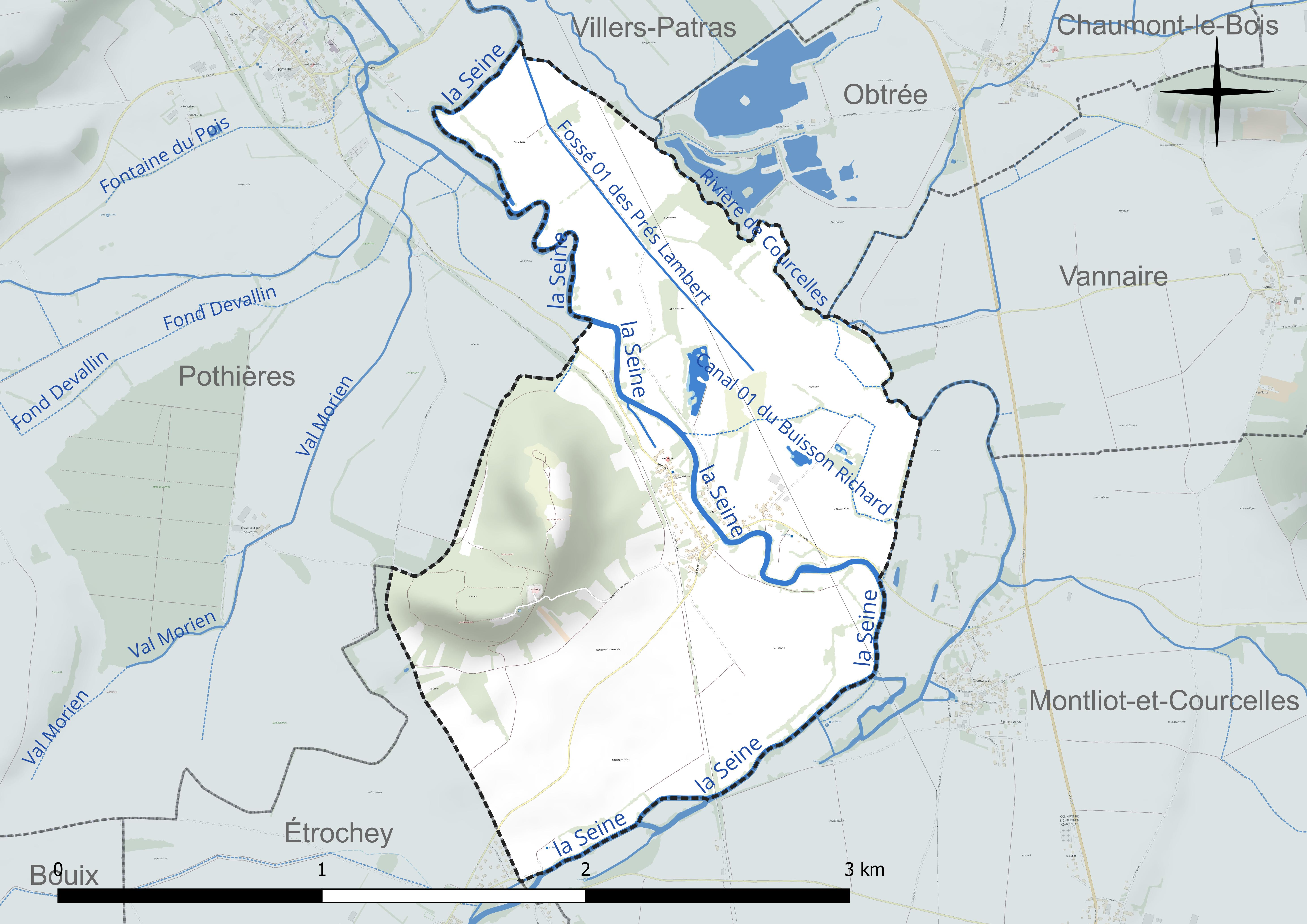
Carte hydrographique de la commune.

La commune est située sur le cours de la Seine alimenté par la rivière de Courcelles et le ruisseau d'Obtrée.

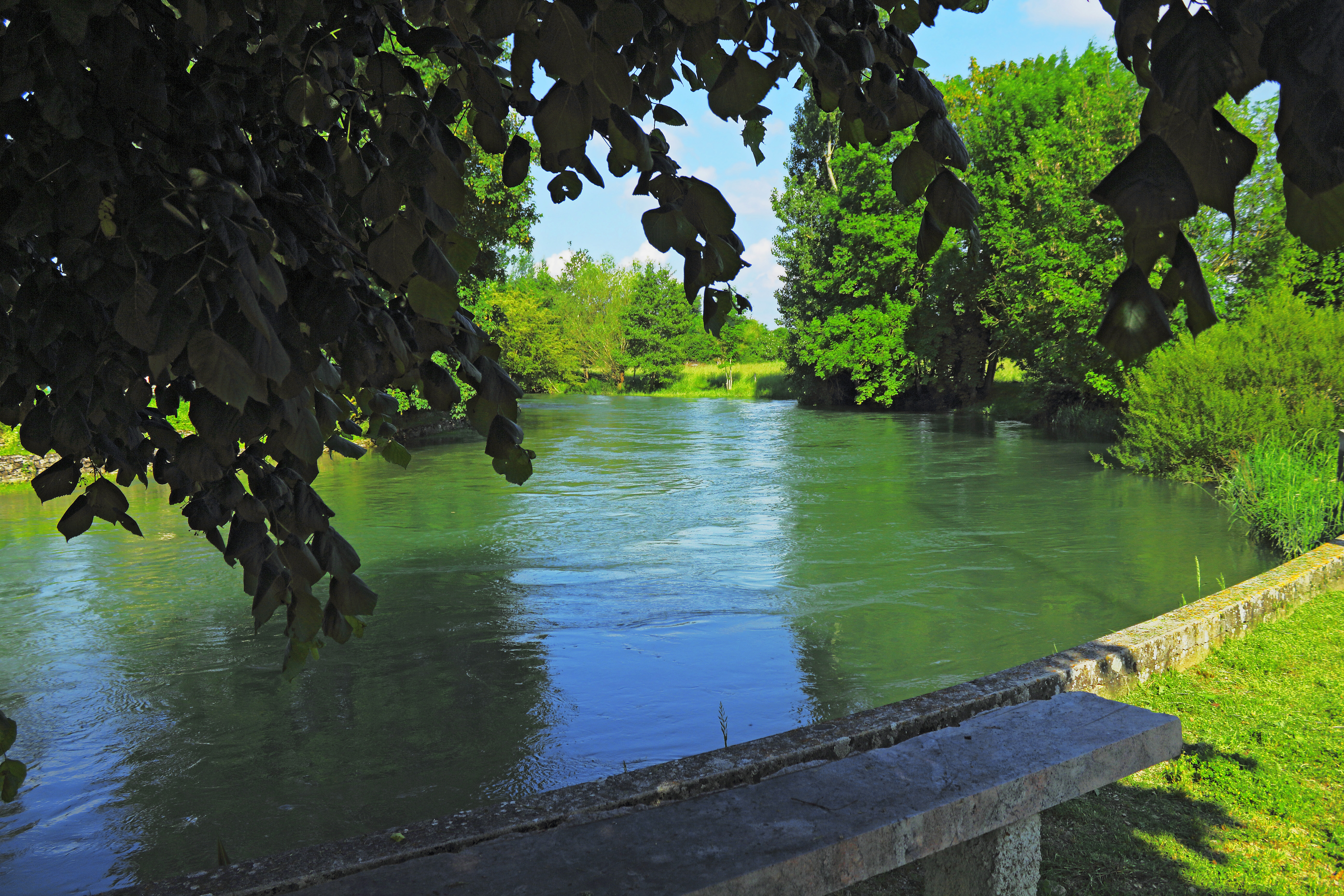
La Seine à Vix.
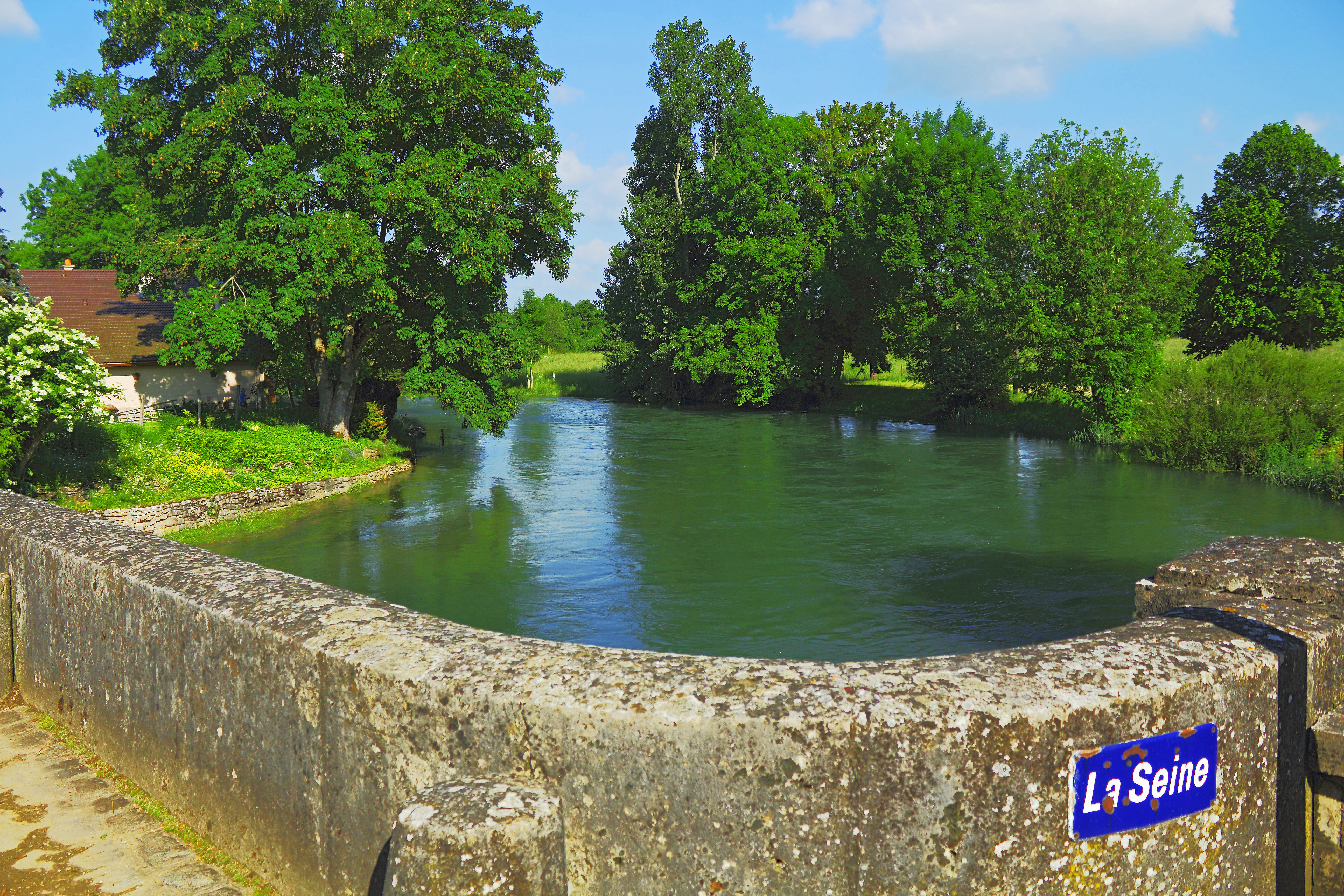
Pont sur la Seine.
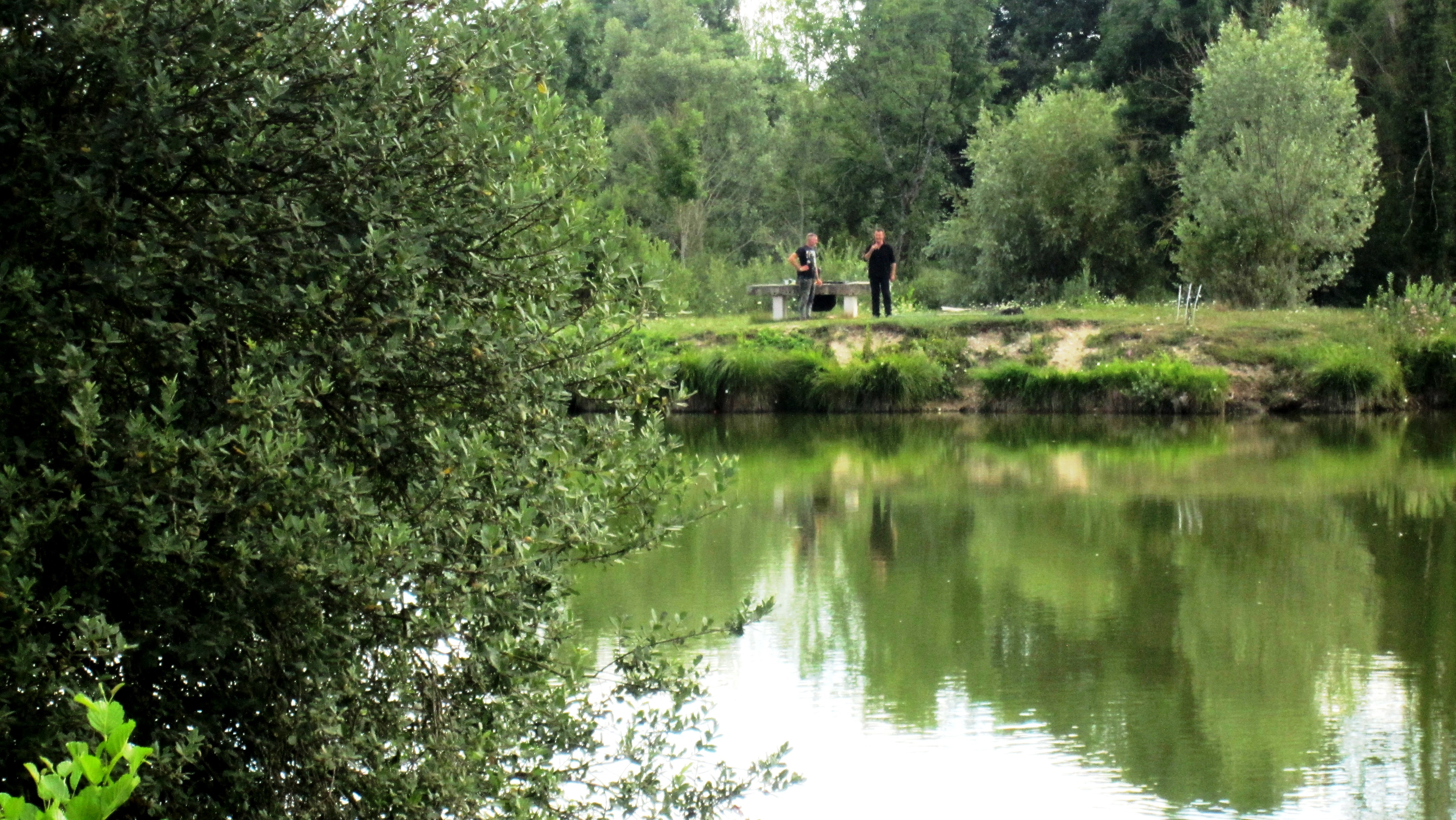
Les sablières

### Climat
Pour des articles plus généraux, voir Climat de la Bourgogne-Franche-Comté et Climat de la Côte-d'Or.
En 2010, le climat de la commune est de type climat des marges montargnardes, selon une étude du Centre national de la recherche scientifique s'appuyant sur une série de données couvrant la période 1971-2000. En 2020, Météo-France publie une typologie des climats de la France métropolitaine dans laquelle la commune est exposée à un climat océanique altéré et est dans la région climatique  Lorraine, plateau de Langres, Morvan, caractérisée par un hiver rude (1,5 °C), des vents modérés et des brouillards fréquents en automne et hiver. 
Pour la période 1971-2000, la température annuelle moyenne est de 10,4 °C, avec une amplitude thermique annuelle de 16 °C. Le cumul annuel moyen de précipitations est de 853 mm, avec 12,6 jours de précipitations en janvier et 8,4 jours en juillet. Pour la période 1991-2020, la température moyenne annuelle observée sur la station météorologique de Météo-France la plus proche, « Châtillon/Seine », sur la commune de Châtillon-sur-Seine à 6 km à vol d'oiseau, est de 10,8 °C et le cumul annuel moyen de précipitations est de 832,8 mm,. Pour l'avenir, les paramètres climatiques de la commune estimés pour 2050 selon différents scénarios d'émission de gaz à effet de serre sont consultables sur un site dédié publié par Météo-France en novembre 2022.

## Urbanisme

### Typologie
Au 1er janvier 2024, Vix est catégorisée commune rurale à habitat dispersé, selon la nouvelle grille communale de densité à 7 niveaux définie par l'Insee en 2022.
Elle est située hors unité urbaine. Par ailleurs la commune fait partie de l'aire d'attraction de Châtillon-sur-Seine, dont elle est une commune de la couronne,. Cette aire, qui regroupe 60 communes, est catégorisée dans les aires de moins de 50 000 habitants,.

### Occupation des sols

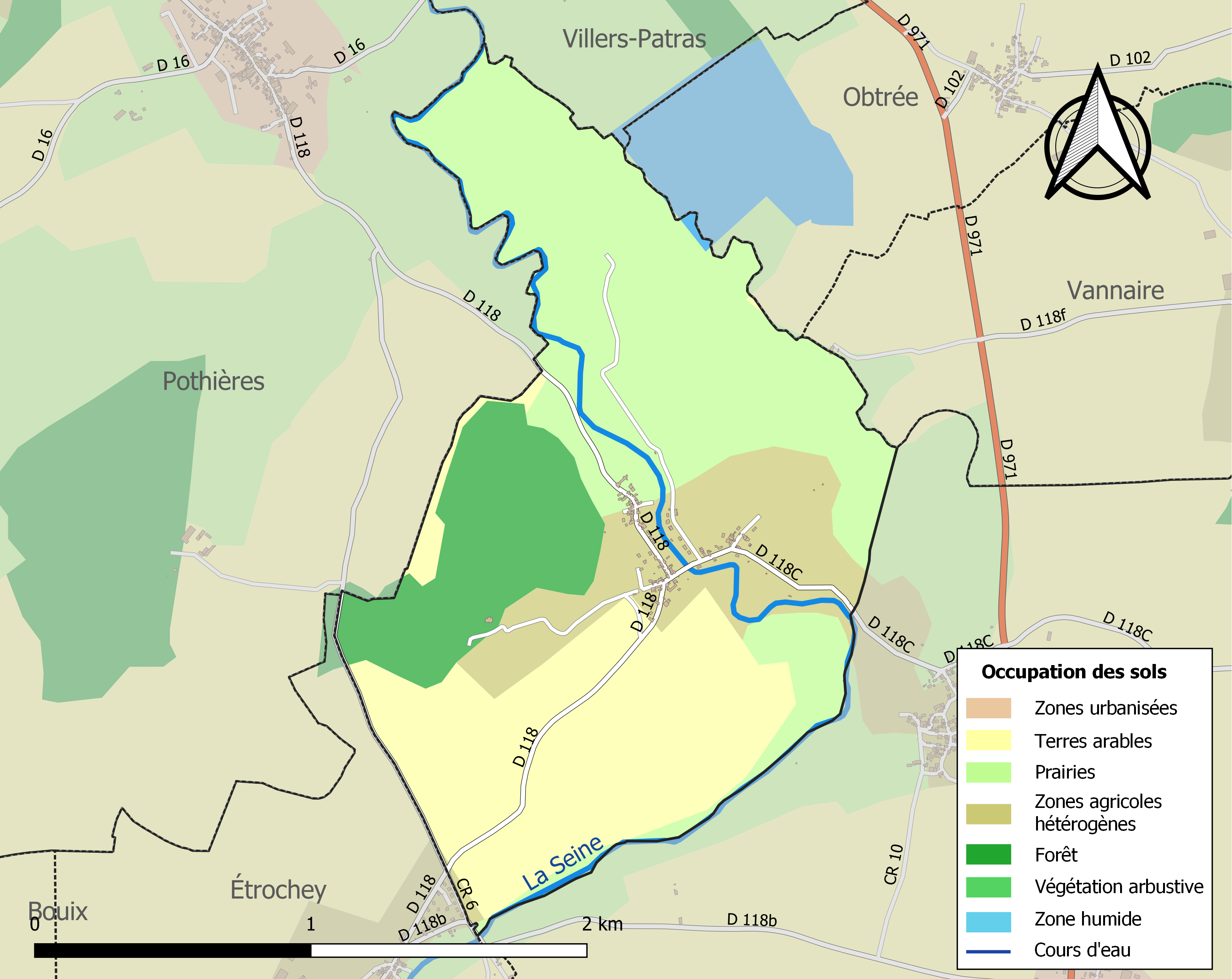
Carte des infrastructures et de l'occupation des sols de la commune en 2018 (CLC).

L'occupation des sols de la commune, telle qu'elle ressort de la base de données européenne d’occupation biophysique des sols Corine Land Cover (CLC), est marquée par l'importance des territoires agricoles (86,3 % en 2018), une proportion sensiblement équivalente à celle de 1990 (86,4 %). La répartition détaillée en 2018 est la suivante : 
prairies (40,3 %), terres arables (30 %), zones agricoles hétérogènes (16 %), forêts (13,6 %), eaux continentales (0,1 %). L'évolution de l’occupation des sols de la commune et de ses infrastructures peut être observée sur les différentes représentations cartographiques du territoire : la carte de Cassini (XVIIIe siècle), la carte d'état-major (1820-1866) et les cartes ou photos aériennes de l'IGN pour la période actuelle (1950 à aujourd'hui).

### Habitat et logement
En 2018, le nombre total de logements dans la commune était de 63, alors qu'il était de 59 en 2013 et de 55 en 2008.
Parmi ces logements, 85,6 % étaient des résidences principales, 12,8 % des résidences secondaires et 1,6 % des logements vacants. Ces logements étaient pour 98,3 % d'entre eux des maisons individuelles et pour 1,7 % des appartements.
Le tableau ci-dessous présente la typologie des logements à Vix en 2018 en comparaison avec celle de la Côte-d'Or et de la France entière. Une caractéristique marquante du parc de logements est ainsi une proportion de résidences secondaires et logements occasionnels (12,8 %) supérieure à celle du département (5,6 %) mais inférieure  à celle de la France entière (9,7 %). Concernant le statut d'occupation de ces logements, 78,4 % des habitants de la commune sont propriétaires de leur logement (84 % en 2013), contre 59,9 % pour la Côte-d'Or et 57,5 % pour la France entière.
| Typologie                                               | Vix  | Côte-d'Or | France entière |
| ------------------------------------------------------- | ---- | --------- | -------------- |
| Résidences principales (en %)                           | 85,6 | 86        | 82,1           |
| Résidences secondaires et logements occasionnels (en %) | 12,8 | 5,6       | 9,7            |
| Logements vacants (en %)                                | 1,6  | 8,4       | 8,2            |

## Toponymie
Vix viendrait du latin vicus désignant un faubourg hors les murs qui pourrait se référer à l'existence de Latiscum sur l'oppidum proche du Mont-Lassois où des fouilles récentes ont révélé des traces considérables d'urbanisation protégées par un important système de fortifications.

## Histoire

### Protohistoire et Antiquité
Le vase de Vix a été découvert dans une tombe à char en limite sud-est de la commune. Les fouilles de l'oppidum du mont Lassois ont établi l'existence d'un important centre d'habitat à l'âge du bronze regroupé autour d'un vaste mégaron qualifié de palais de Vix et entouré à la base de la colline d'un solide système de fortifications. Le site antique de Vix aurait été un site notable d'échange entre les îles de Bretagne et le monde méditerranéen, situé notamment sur les routes de passage de l'étain. L' occupation du mont Lassois semble ensuite décliner à la période de la Tène au bénéfice du développement de Vertillum par les Lingons. L'occupation gallo-romaine des parties basses de l'oppidum et la boucle de la Seine où ont été découverts la tombe de la Dame de Vix et son cratère semble réapparaître au dernier siècle av. J.-C., une cité se reconstituant ensuite sur le mont  Latiscum.

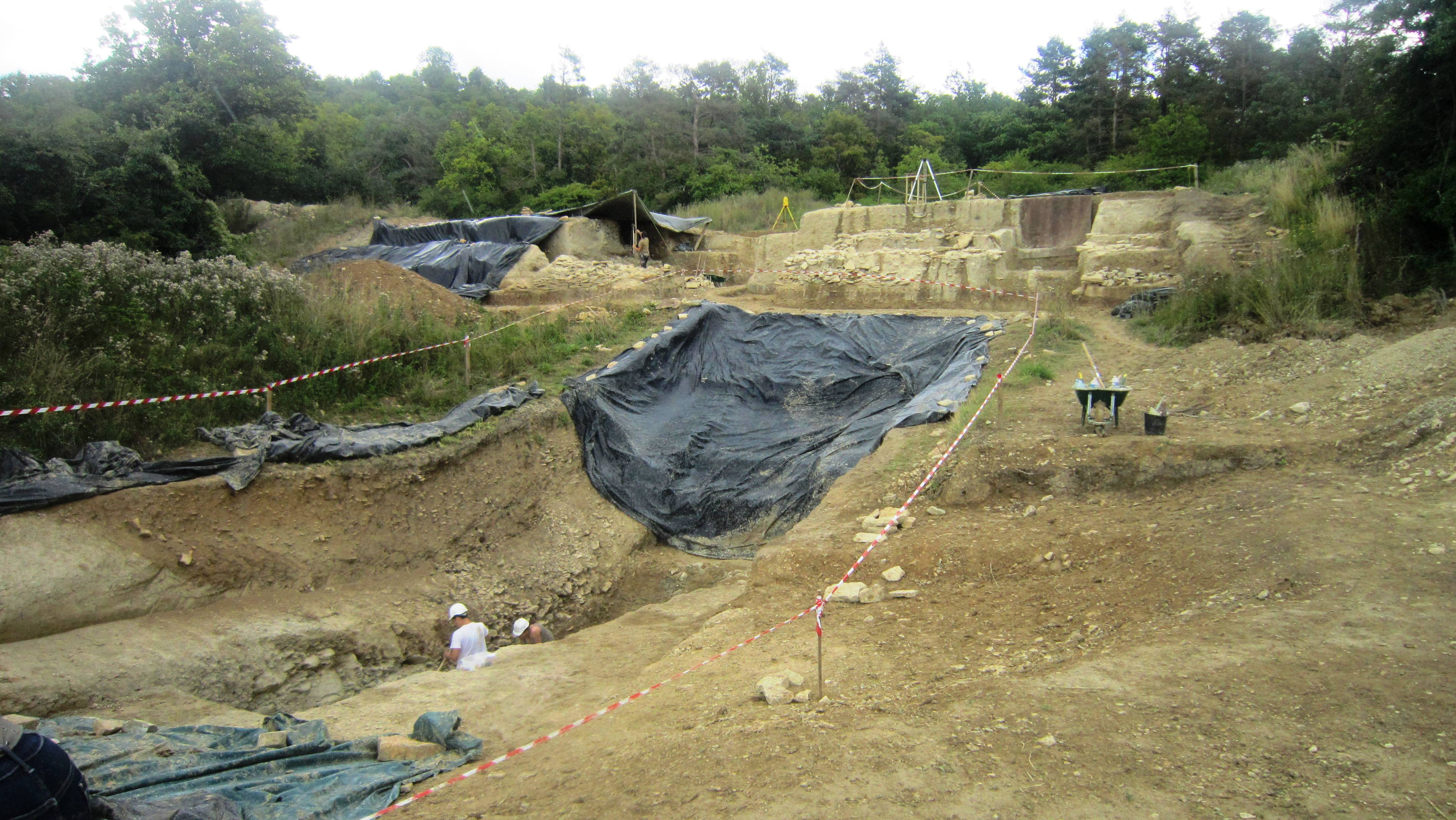
Fouilles des remparts en 2014.
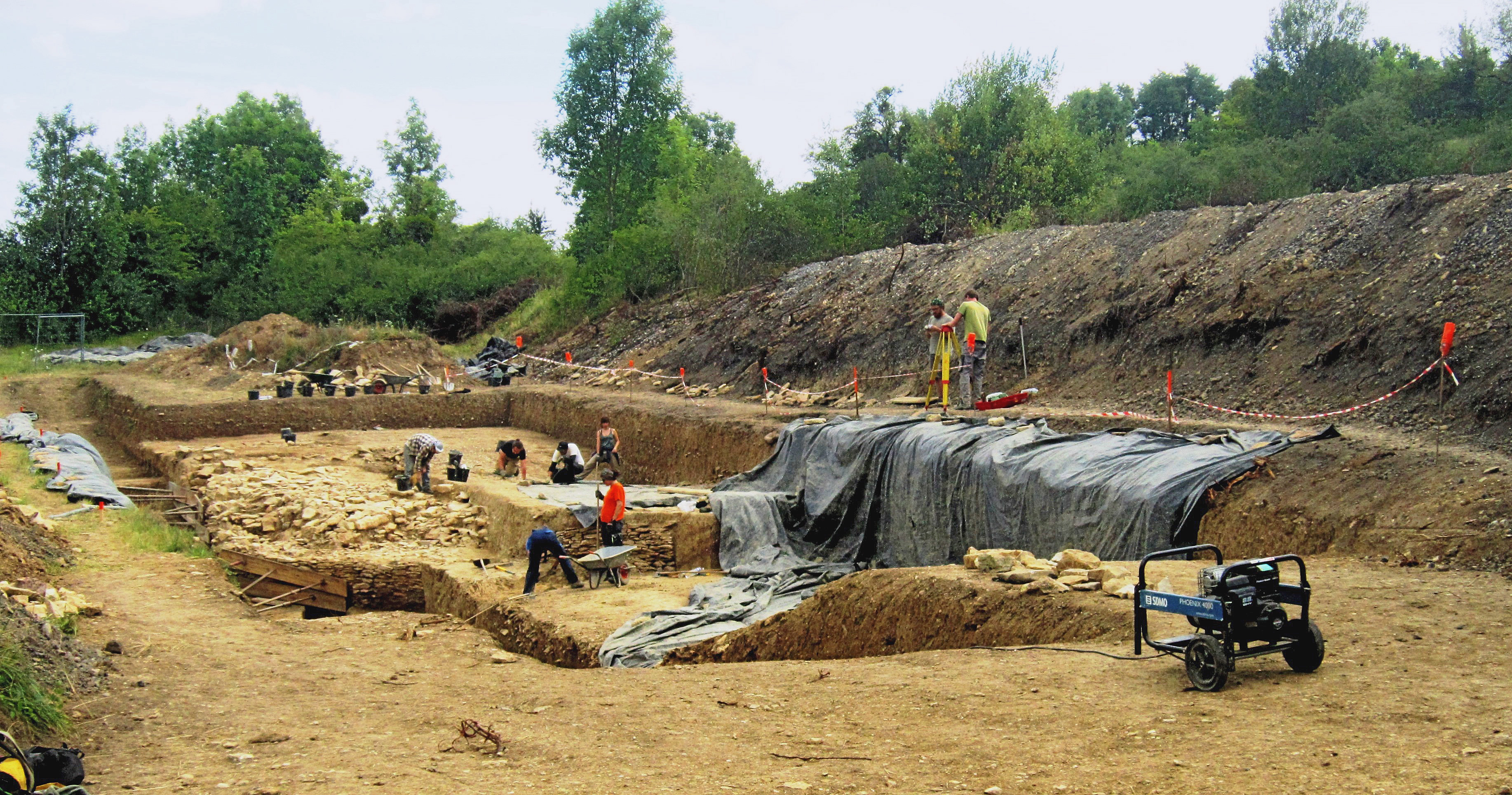
Fouilles 2017 sur le versant nord.

### Moyen Âge et Latiscum

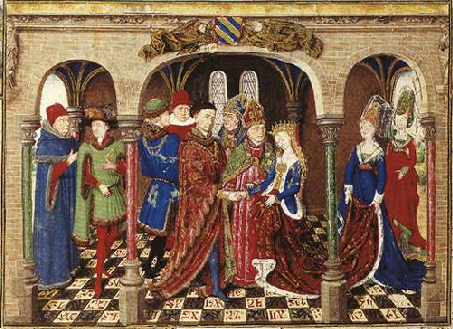
Roman de Girart de Roussillon.

Celle-ci perdure et se développe pendant le haut Moyen Âge où le Mont Lassois redevient une cité majeure comme en témoignent la nécropole mérovingienne retrouvée près du sommet et des monnaies  portant la mention de Latiscum. Vers 451 Saint-Loup, évêque de Troyes, se réfugie sur le mont Lassois, et vers 519 y nait le futur saint Valentin, fondateur de l'abbaye de Griselles (ne pas confondre avec Saint Valentin de Terni, patron des amoureux).
Vers 837, le Lassois est un archidiaconé important qui regroupe Bar-sur-Seine, Châtillon et s'étend jusqu'à Bourguignons au nord. Sous les Carolingiens, le légendaire comte palatin Girart de Roussillon fondateur en 863 de l'abbaye proche de Pothières aurait construit un château fortifié sur la partie du mont dite Roussillon. Quelques années plus tard Latiscum, ravagé par une incursion de normands remontant la Seine, semble disparaître.

### Époque moderne
Avec son église du XIIe bâtie sur un lieu de culte mentionné dès 887, le Mont Lassois reste au XVIe la capitale symbolique de Châtillonnais et, chaque année, à la saint Marcel, les autorités de Châtillon viennent y tenir banquet. Vix est en Champagne alors que son église dépend paradoxalement de l'abbaye de Pothières et du diocèse de Langres.
Une chapelle située à l'emplacement du lavoir couvert est détruite en 1890 et ses cloches réparties entre les écoles de Vix et Pothières.

## Politique et administration

### Rattachements administratifs et électoraux

#### Rattachements administratifs
La commune se trouve depuis 1926 dans l'arrondissement de Montbard du département de la Côte-d'Or.
Elle faisait partie depuis 1801 du canton de Châtillon-sur-Seine. Dans le cadre du redécoupage cantonal de 2014 en France, cette circonscription administrative territoriale a disparu, et le canton n'est plus qu'une circonscription électorale.

#### Rattachements électoraux
Pour les élections départementales, la commune fait partie depuis 2014 d'un nouveau canton  de Châtillon-sur-Seine porté de 28 à 107 communes.
Pour l'élection des députés, elle fait partie de la quatrième circonscription de la Côte-d'Or.

### Intercommunalité
Vix est membre de la communauté de communes du Pays Châtillonnais, un établissement public de coopération intercommunale (EPCI) à fiscalité propre créé fin 2003 et auquel la commune a transféré un certain nombre de ses compétences, dans les conditions déterminées par le code général des collectivités territoriales.

### Liste des maires
| Période                                  | Période                        | Identité         | Étiquette | Qualité                                                 |
| ---------------------------------------- | ------------------------------ | ---------------- | --------- | ------------------------------------------------------- |
| Les données manquantes sont à compléter. |                                |                  |           |                                                         |
| 1971                                     | avril 2023                     | Alain Aubert,    | PS        | Agriculteur retraité Démissionnaire peu avant son décès |
| septembre 2022                           | En cours (au 16 décembre 2022) | Bénigne Scordel, |           | Employée retraitée                                      |

## Démographie
L'évolution du nombre d'habitants est connue à travers les recensements de la population effectués dans la commune depuis 1800. Pour les communes de moins de 10 000 habitants, une enquête de recensement portant sur toute la population est réalisée tous les cinq ans, les populations de référence des années intermédiaires étant quant à elles estimées par interpolation ou extrapolation. Pour la commune, le premier recensement exhaustif entrant dans le cadre du nouveau dispositif a été réalisé en 2005.

En 2022, la commune comptait 96 habitants, en évolution de −11,11 % par rapport à 2016 (Côte-d'Or : +0,82 %, France hors Mayotte : +2,11 %).
| 1800 | 1806 | 1821 | 1836 | 1841 | 1846 | 1851 | 1856 | 1861 |
| ---- | ---- | ---- | ---- | ---- | ---- | ---- | ---- | ---- |
| 230  | 187  | 218  | 228  | 219  | 195  | 201  | 180  | 187  |

| 1866 | 1872 | 1876 | 1881 | 1886 | 1891 | 1896 | 1901 | 1906 |
| ---- | ---- | ---- | ---- | ---- | ---- | ---- | ---- | ---- |
| 158  | 154  | 156  | 140  | 159  | 176  | 161  | 145  | 143  |

| 1911 | 1921 | 1926 | 1931 | 1936 | 1946 | 1954 | 1962 | 1968 |
| ---- | ---- | ---- | ---- | ---- | ---- | ---- | ---- | ---- |
| 143  | 136  | 113  | 107  | 110  | 103  | 101  | 92   | 85   |

| 1975 | 1982 | 1990 | 1999 | 2005 | 2006 | 2010 | 2015 | 2020 |
| ---- | ---- | ---- | ---- | ---- | ---- | ---- | ---- | ---- |
| 85   | 81   | 95   | 107  | 112  | 110  | 111  | 109  | 100  |

| 2022 | - | - | - | - | - | - | - | - |
| ---- | - | - | - | - | - | - | - | - |
| 96   | - | - | - | - | - | - | - | - |

## Culture locale et patrimoine

### Lieux et monuments

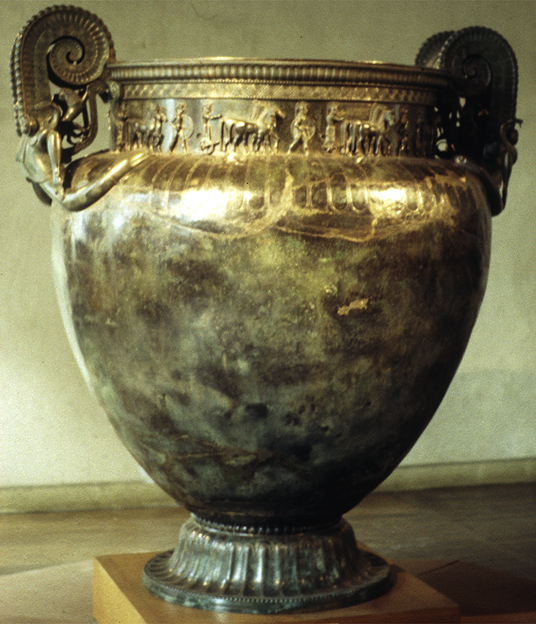
Le vase ou "cratère" de Vix (musée de Châtillon).

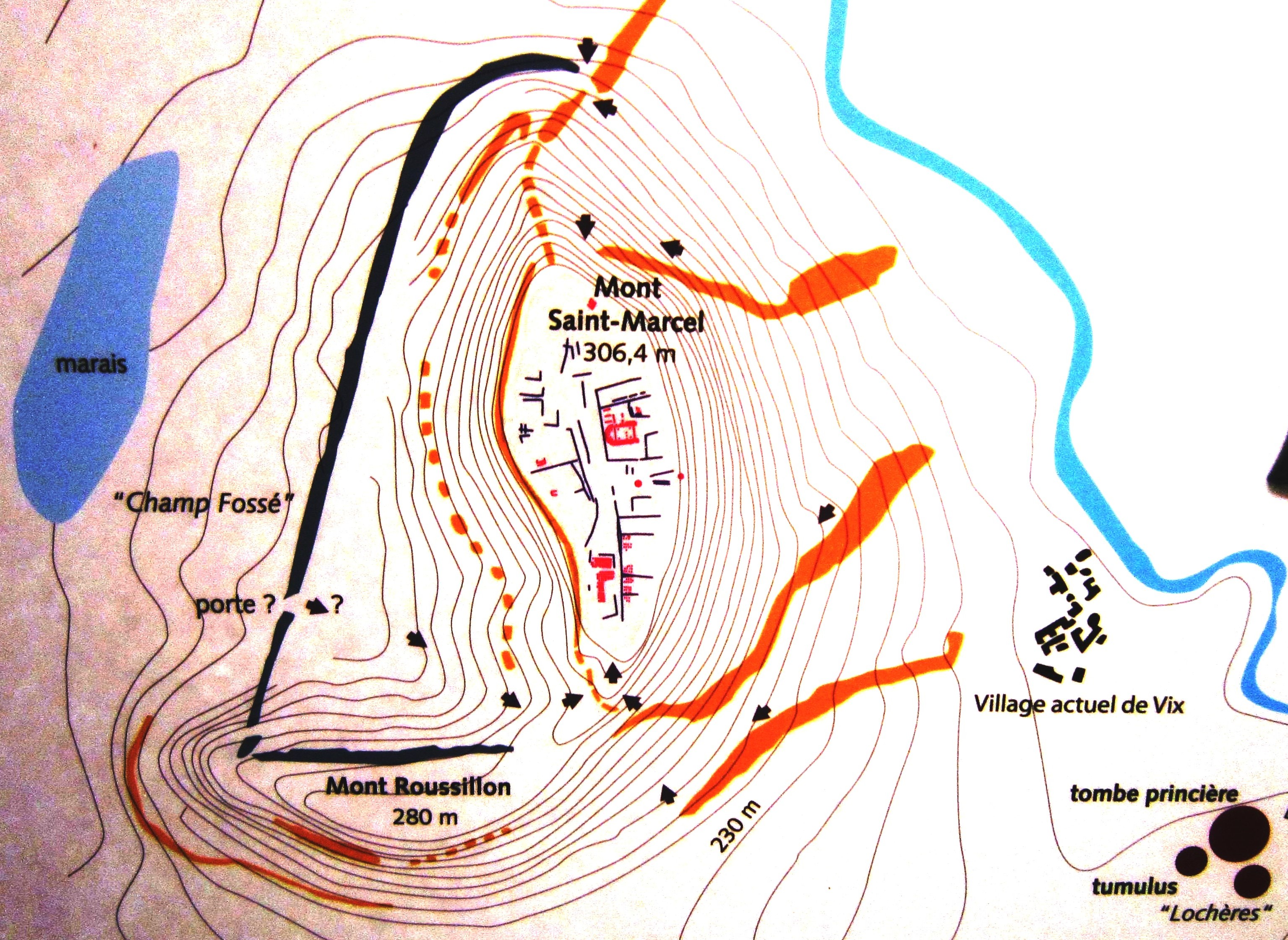
Topographie du Mont Lassois.

En 2018, la commune compte 2 monuments inscrits à l'inventaire des monuments historiques, 8 monuments ou édifices répertoriés à l'inventaire général du patrimoine culturel, 5 éléments classés à l'inventaire des objets historiques et 21 objets répertoriés à l'I.G.P.C.
- En 1953, on découvre dans la boucle de la Seine la tombe de Vix, sépulture d'une princesse celte du premier âge du fer (Ve siècle av. J.-C.)  Inscrit MH (1988)  Classé MH (1995) avec le plus grand cratère de l'époque de Hallstatt parvenu jusqu'à nous.

- En 2002, des fouilles sur le mont Saint-Marcel, partie sommitale de l'oppidum du mont Lassois, révèlent l'existence d'un palais celte, dit palais de Vix, et d'un site urbain attenant ceinturé d'une puissante muraille à la base du mont[32].

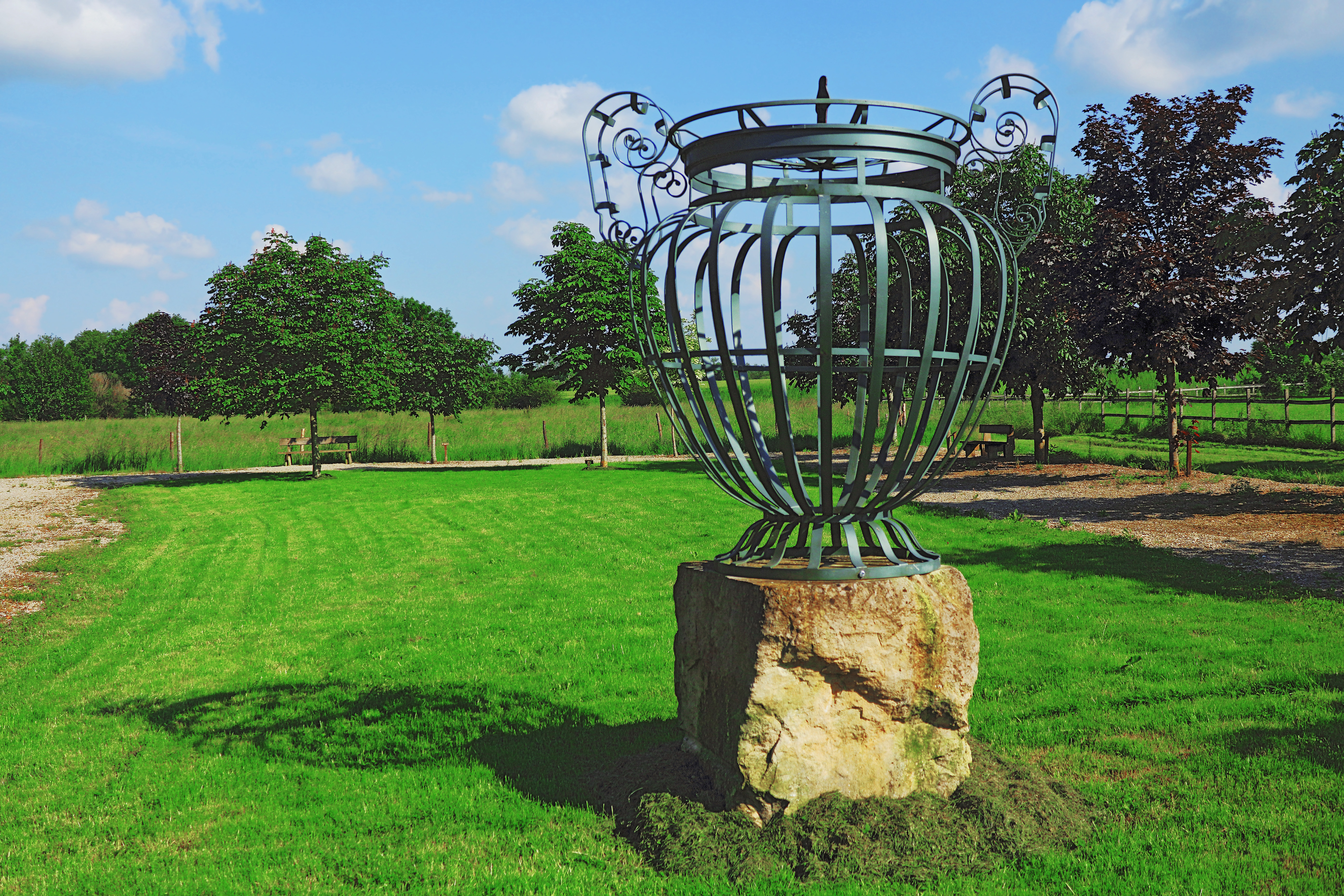
Rappel du vase dans le village.
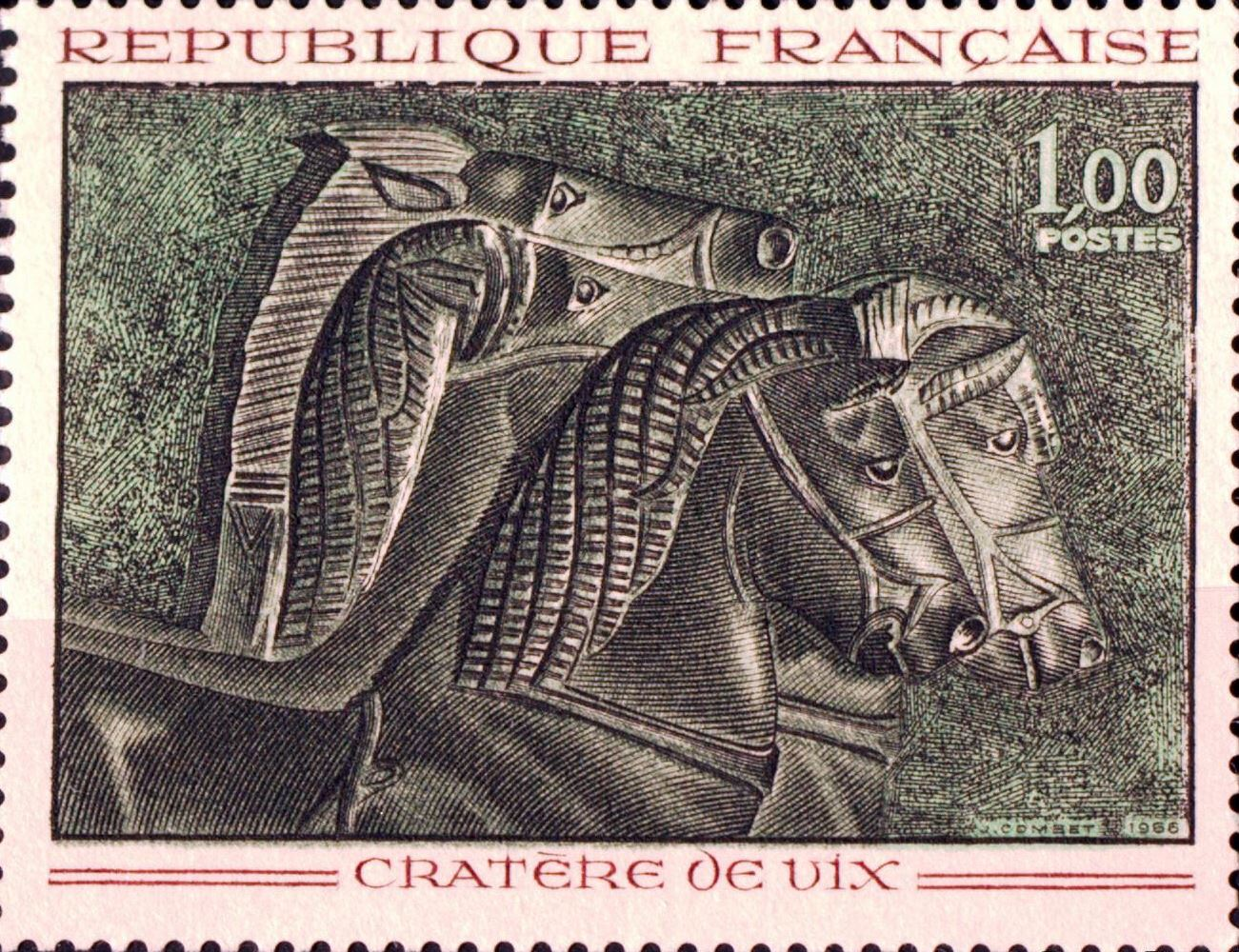
Timbre français édité en 1966 représentant un élément du cratère de Vix
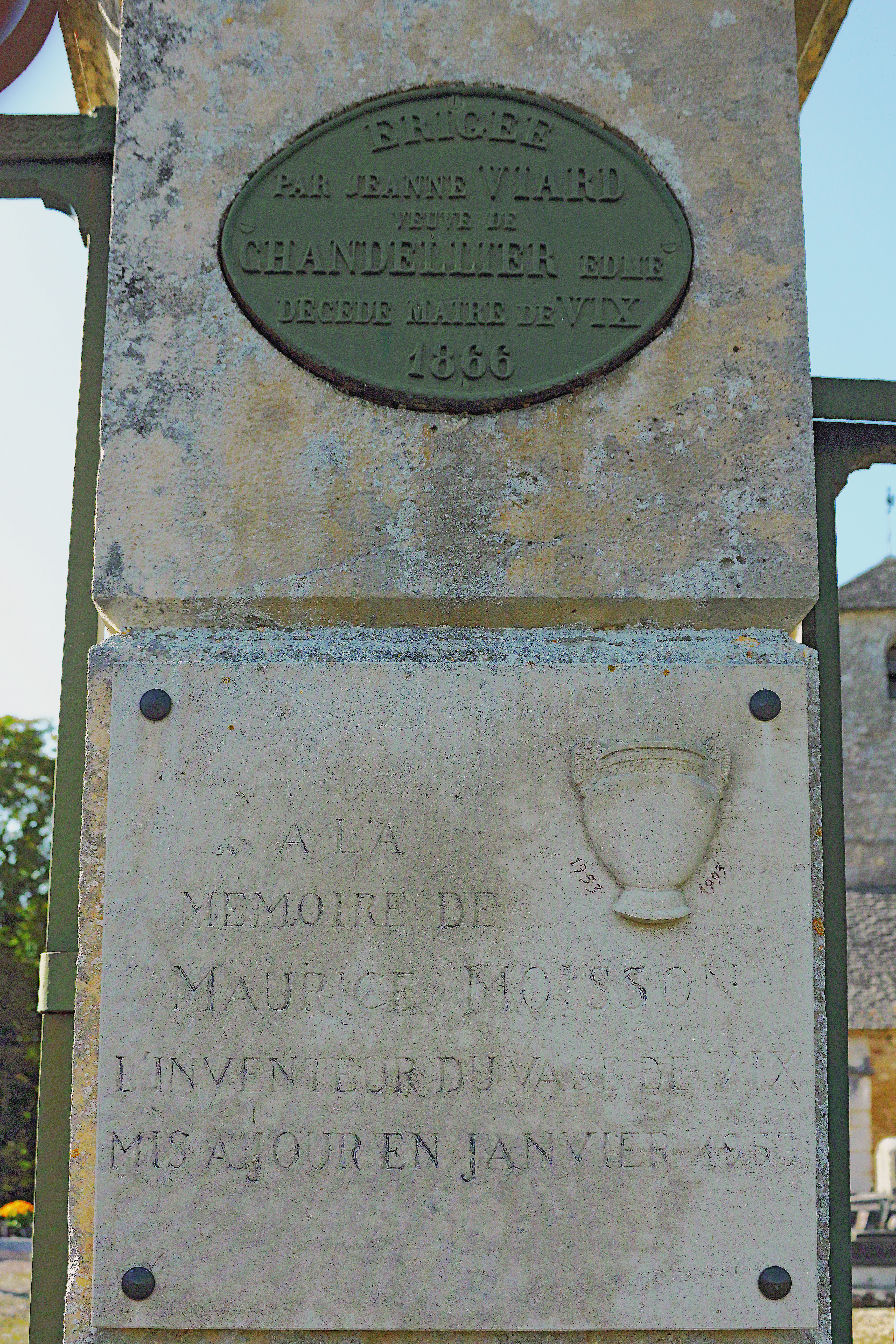
À Maurice Moisson, inventeur du vase.
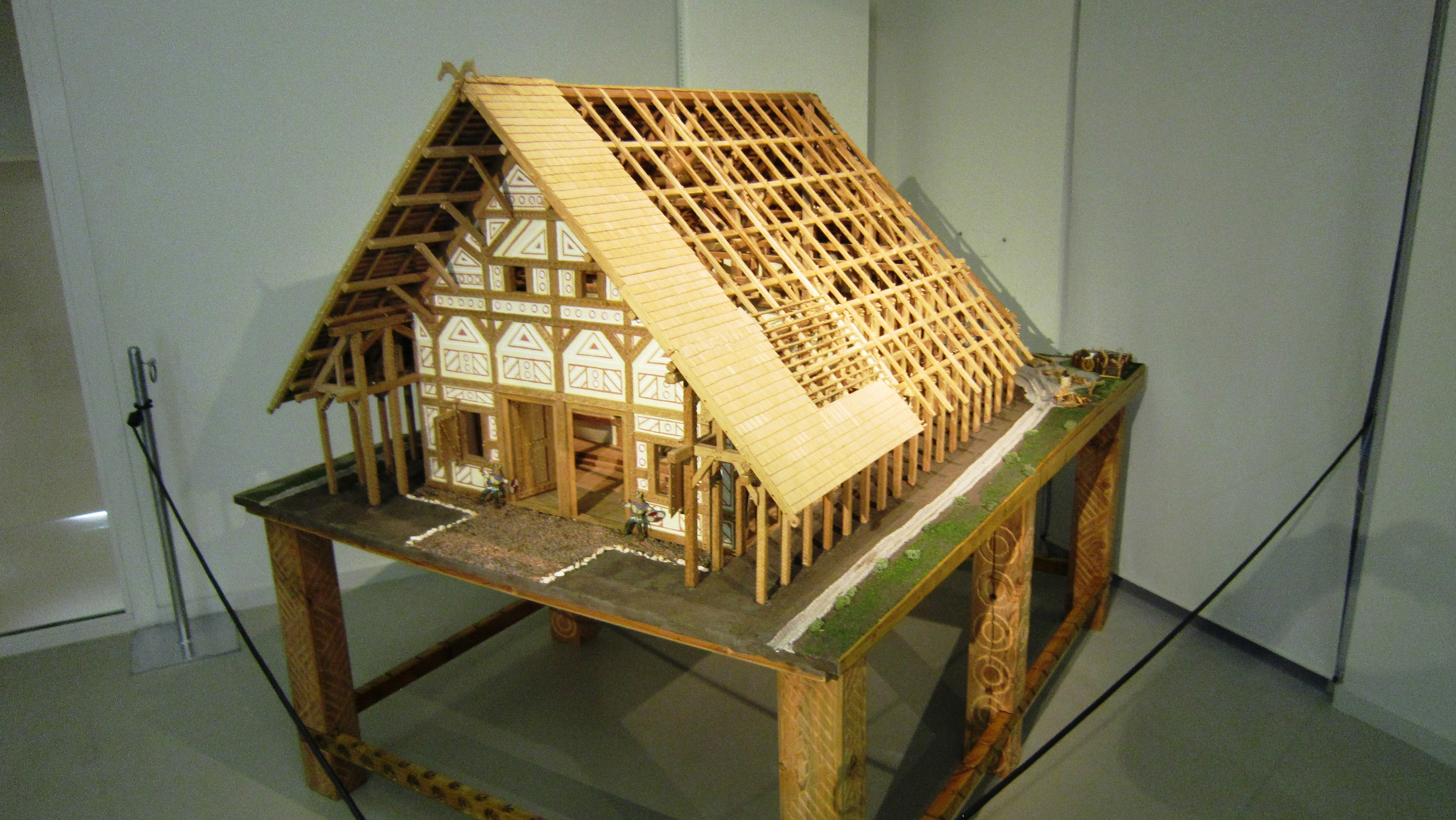
Maquette du palais de Vix

- Située sur la partie du mont Lassois dite mont Roussillon, l'église Saint-Marcel  Classé MH (1914)[33], présente les caractéristiques du style roman du début du XIIe siècle avec une nef centrale voûtée d'ogives en berceaux brisés, sur un plan classique en croix latine. Elle faisait partie de l'ancien prieuré bénédictin Saint-Marcel, fondation de l'abbaye de Molesmes, disparue au IXe siècle, lui-même construit à l'emplacement d'un cimetière mérovingien[34].

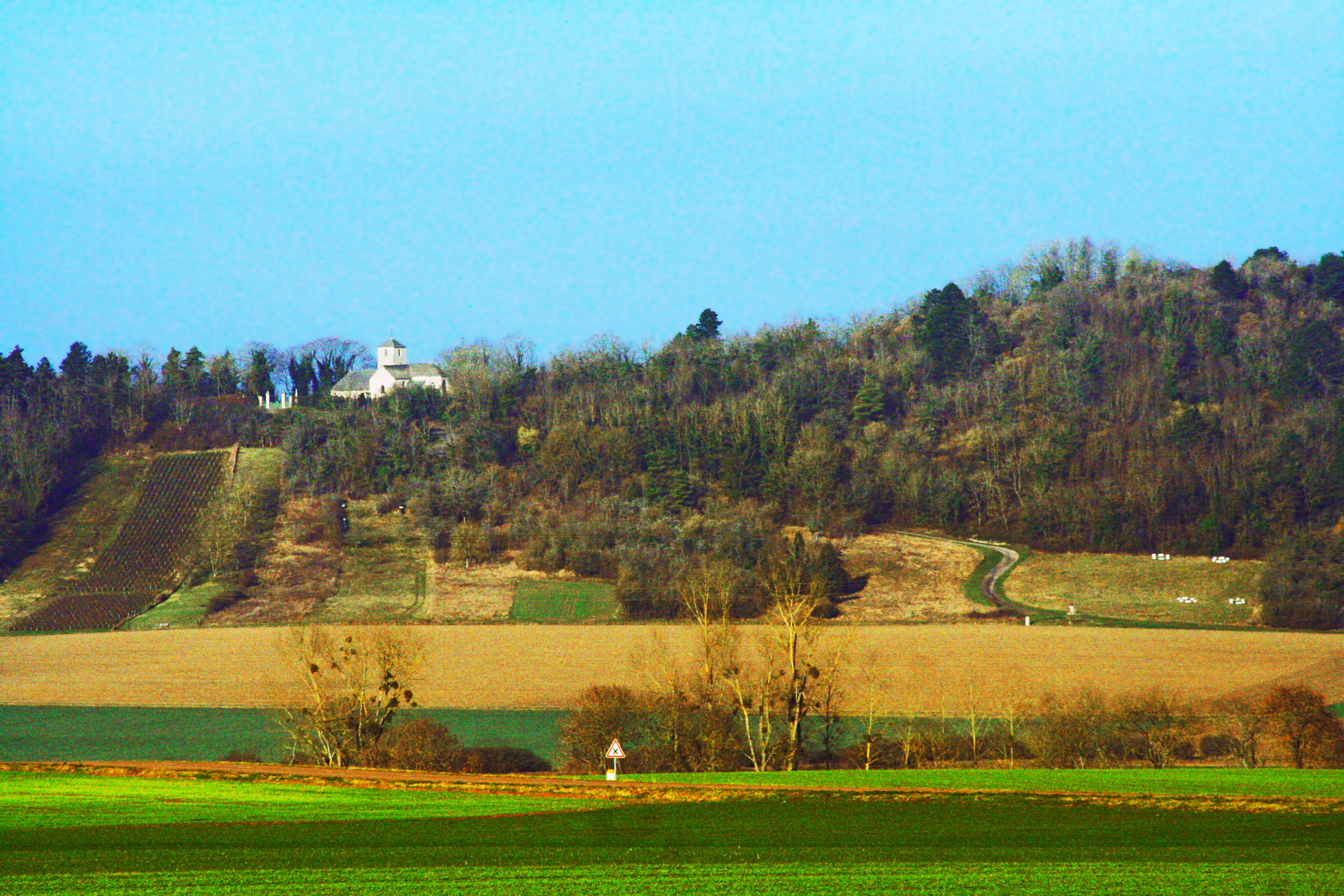
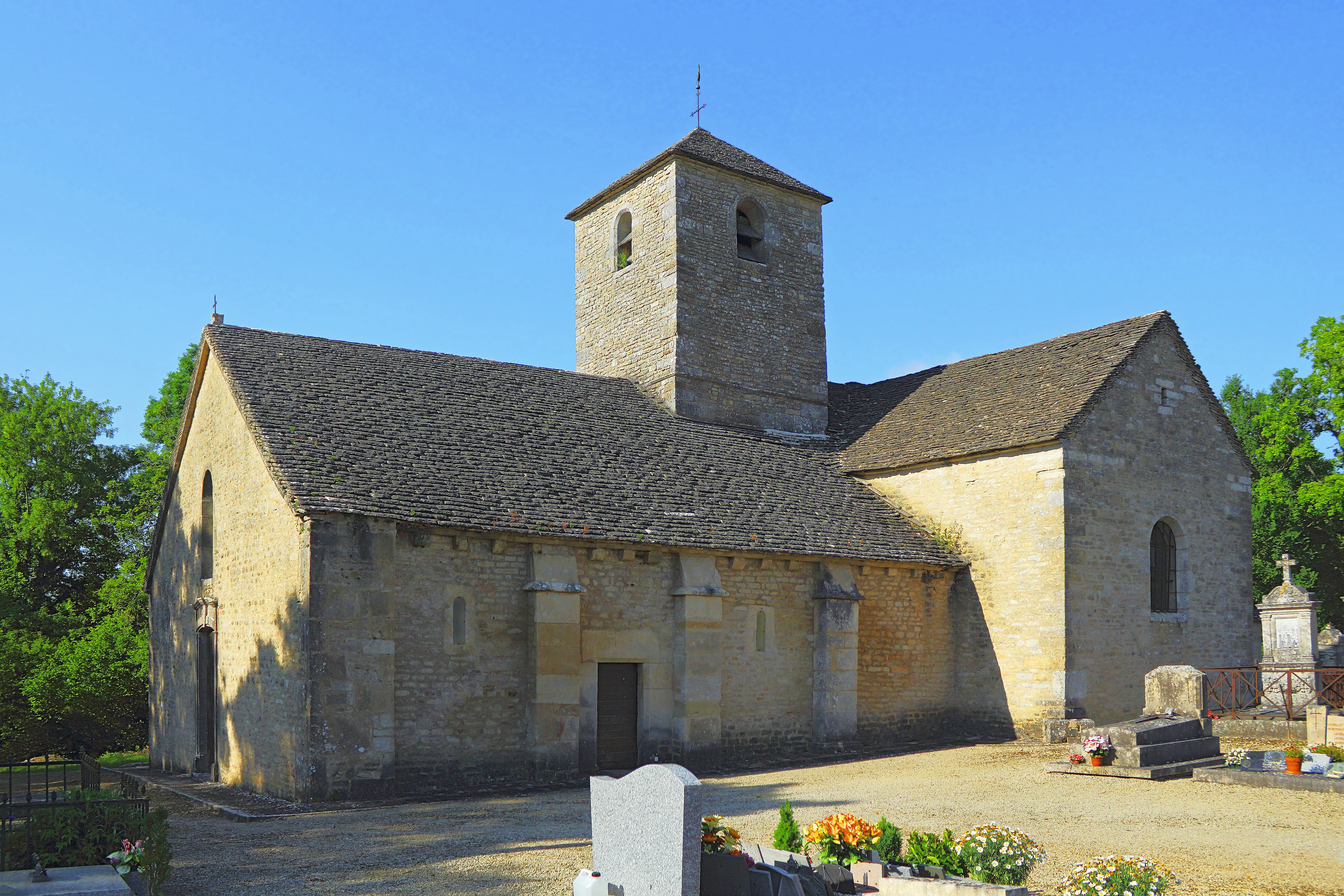
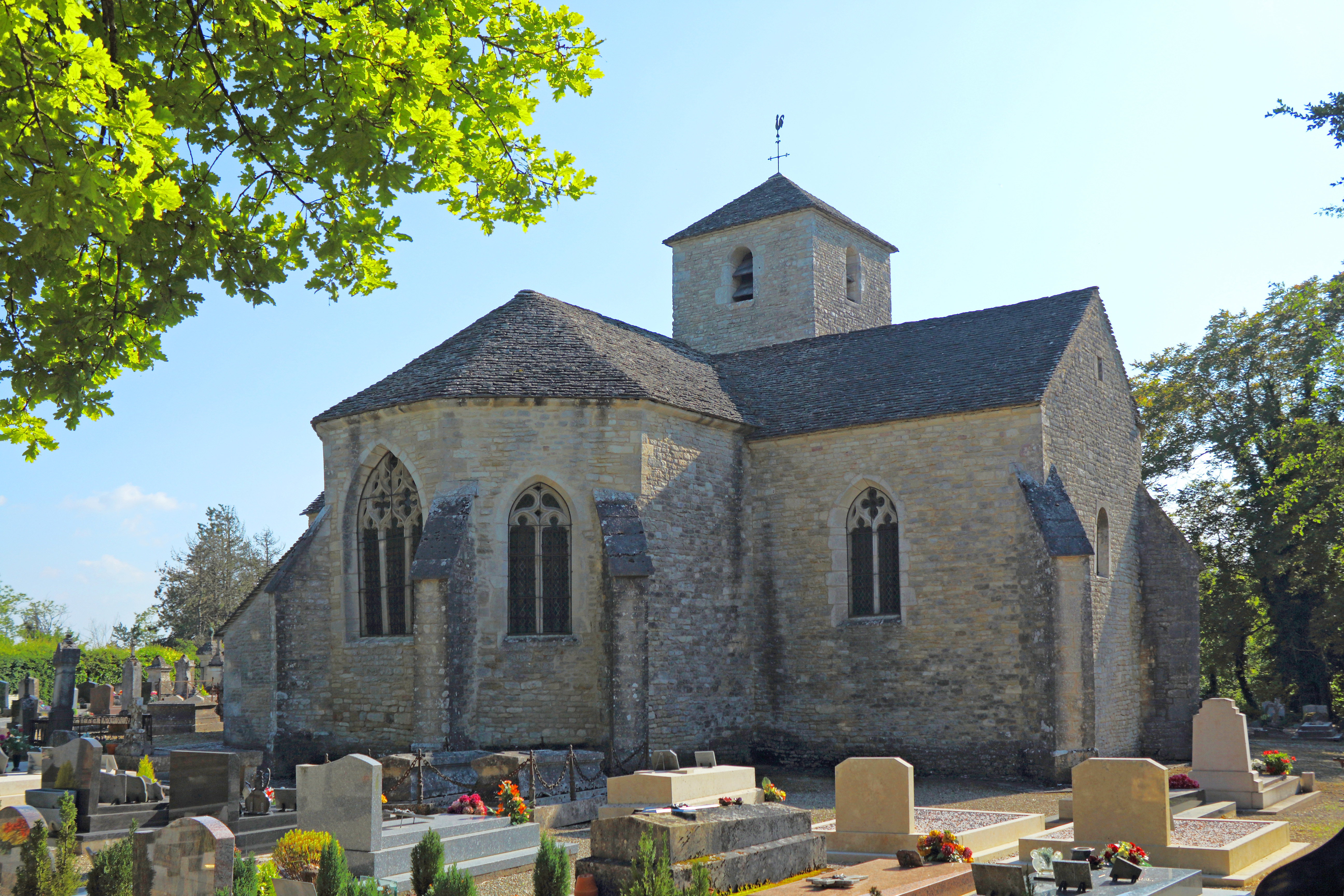

- Pont à trois arches sur la Seine du XIXe siècle en pierres de taille (répertorié I.G.P.C. 1993)[35].

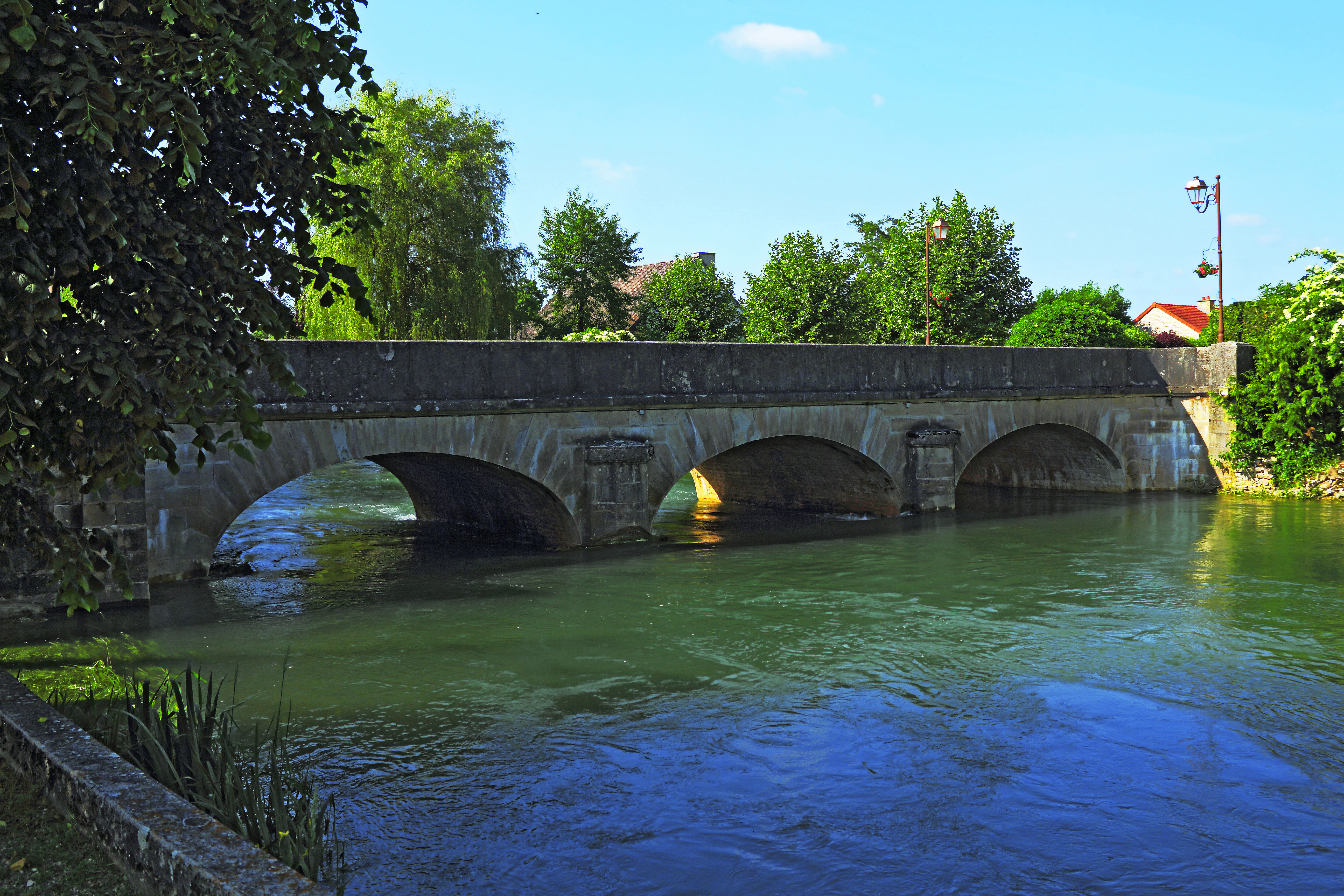
Pont de pierre sur la Seine...
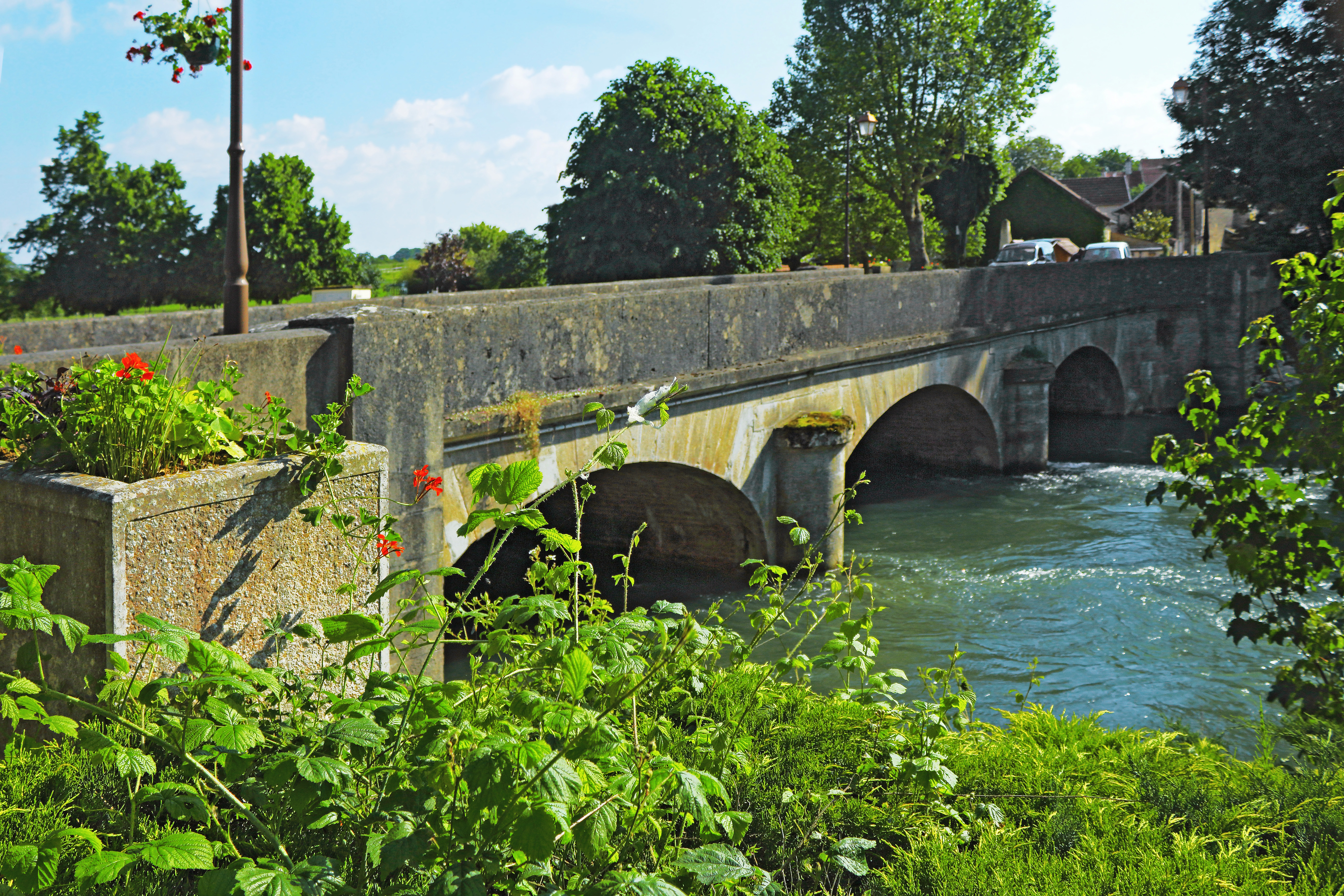
... du XIXe siècle.
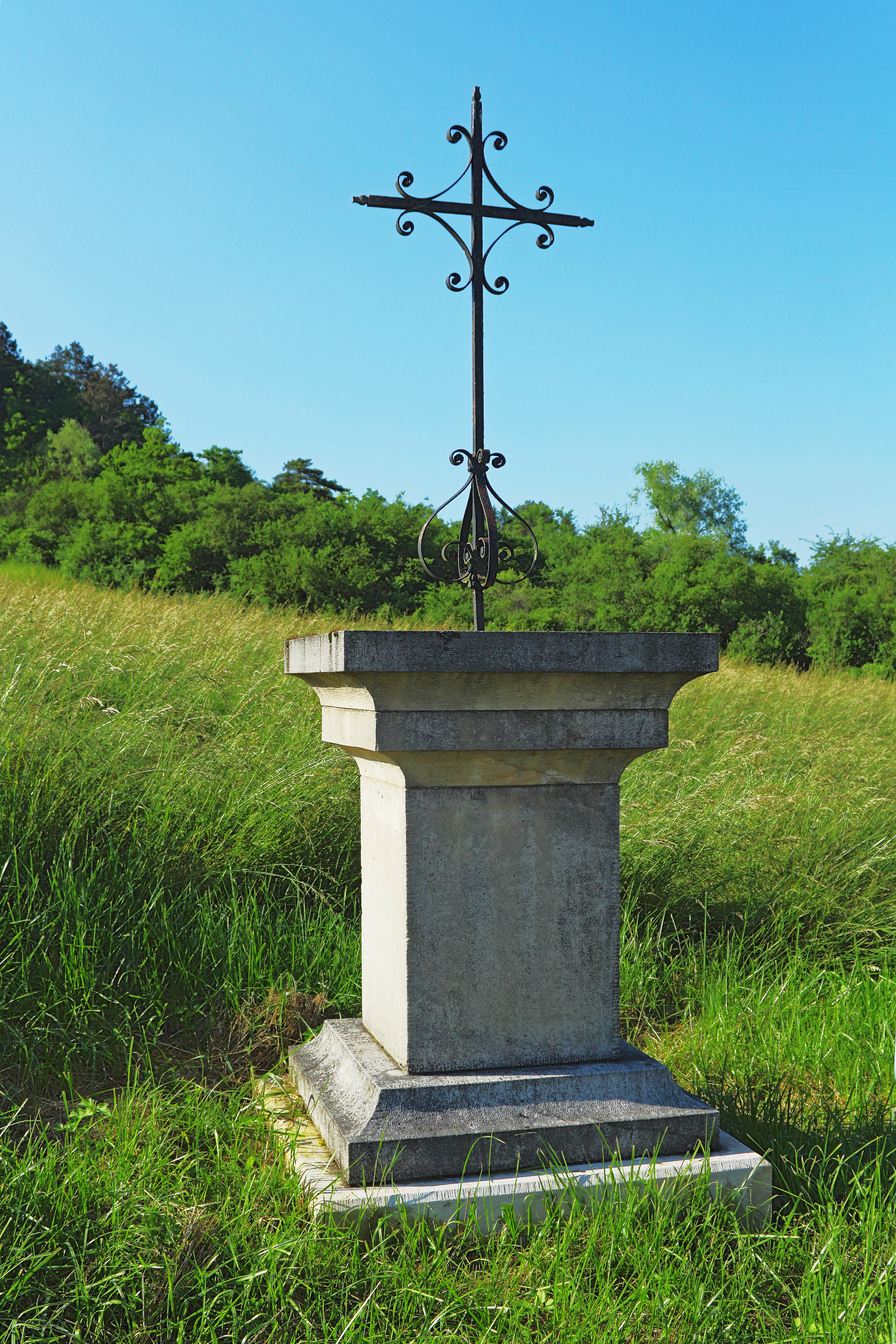
Croix du chemin Mont-Lassois-des-Vignes.

- plusieurs croix sur la commune, certaines inscrites à l'I.G.P.C.
- La mairie du début XIXe siècle, façade reprise au XXe (répertoriée I.G.P.C. 1993)[36]

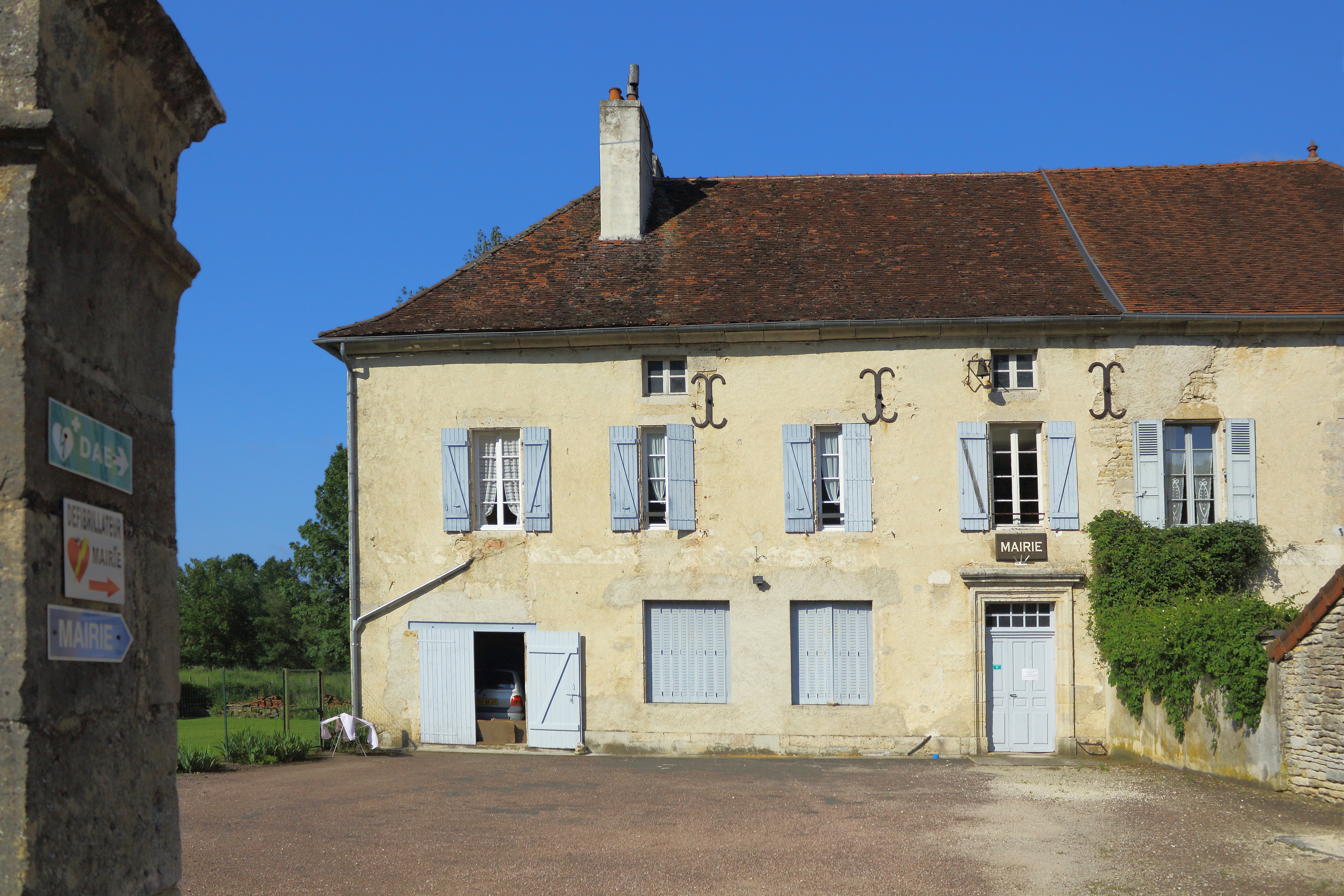
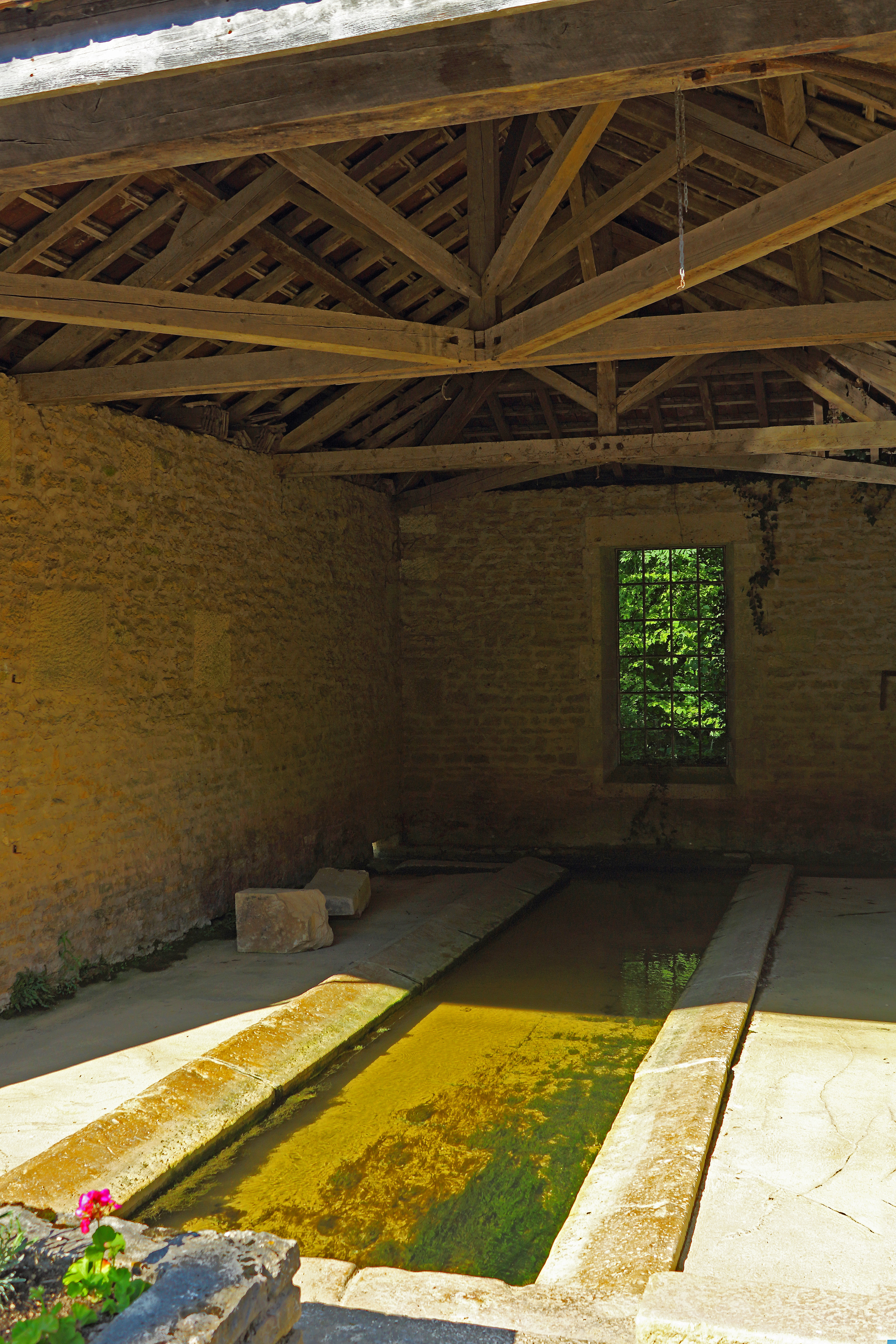
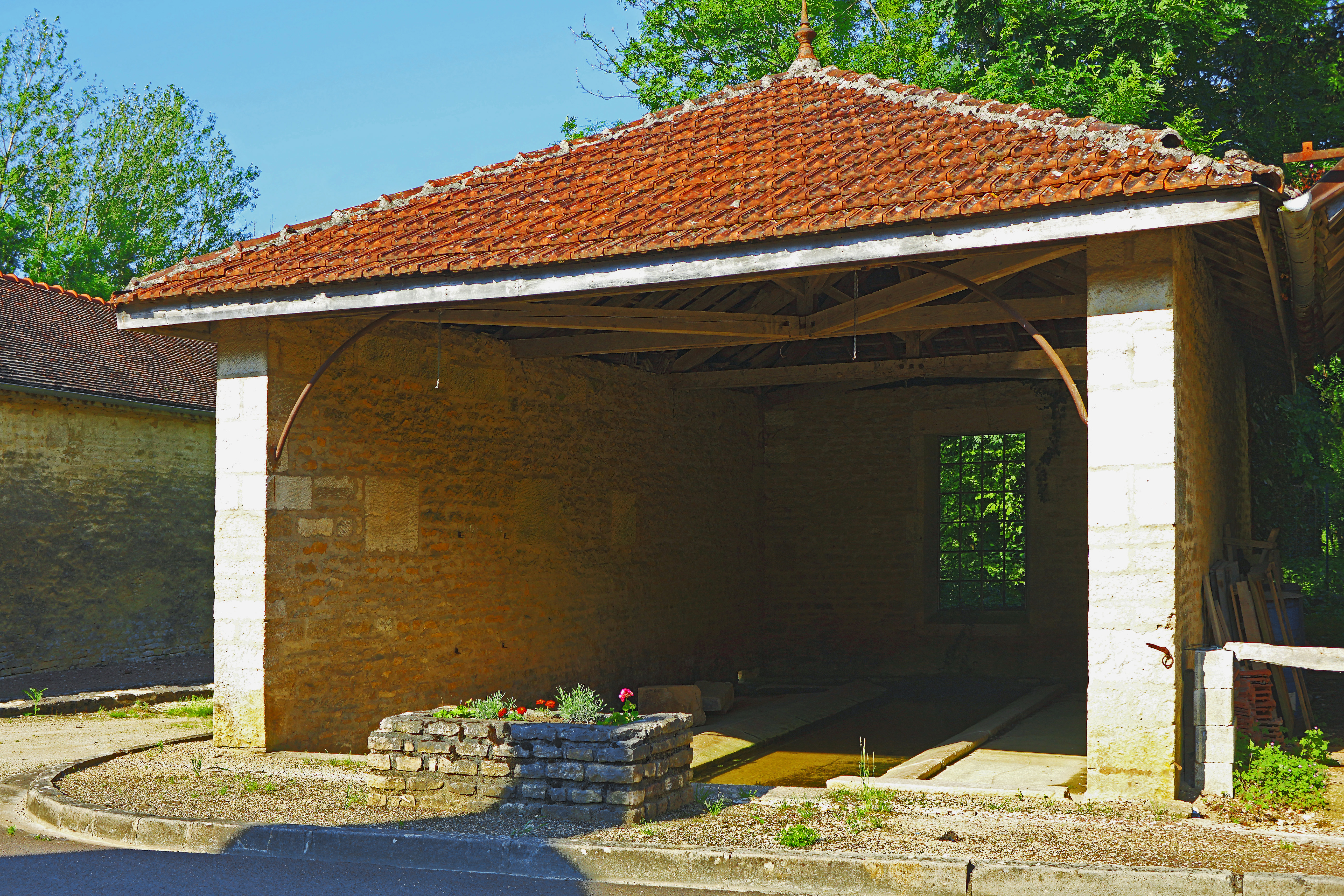

- Le lavoir, XIXe siècle, sur un ruisseau près de la mairie (répertorié I.G.P.C. 1993)[37]
- 'Le parcours de la Seine et de ses deux affluents à Vix[38] est un parcours de pêche particulièrement recherché, et d'anciennes sablières sont aménagées en plan d'eau.

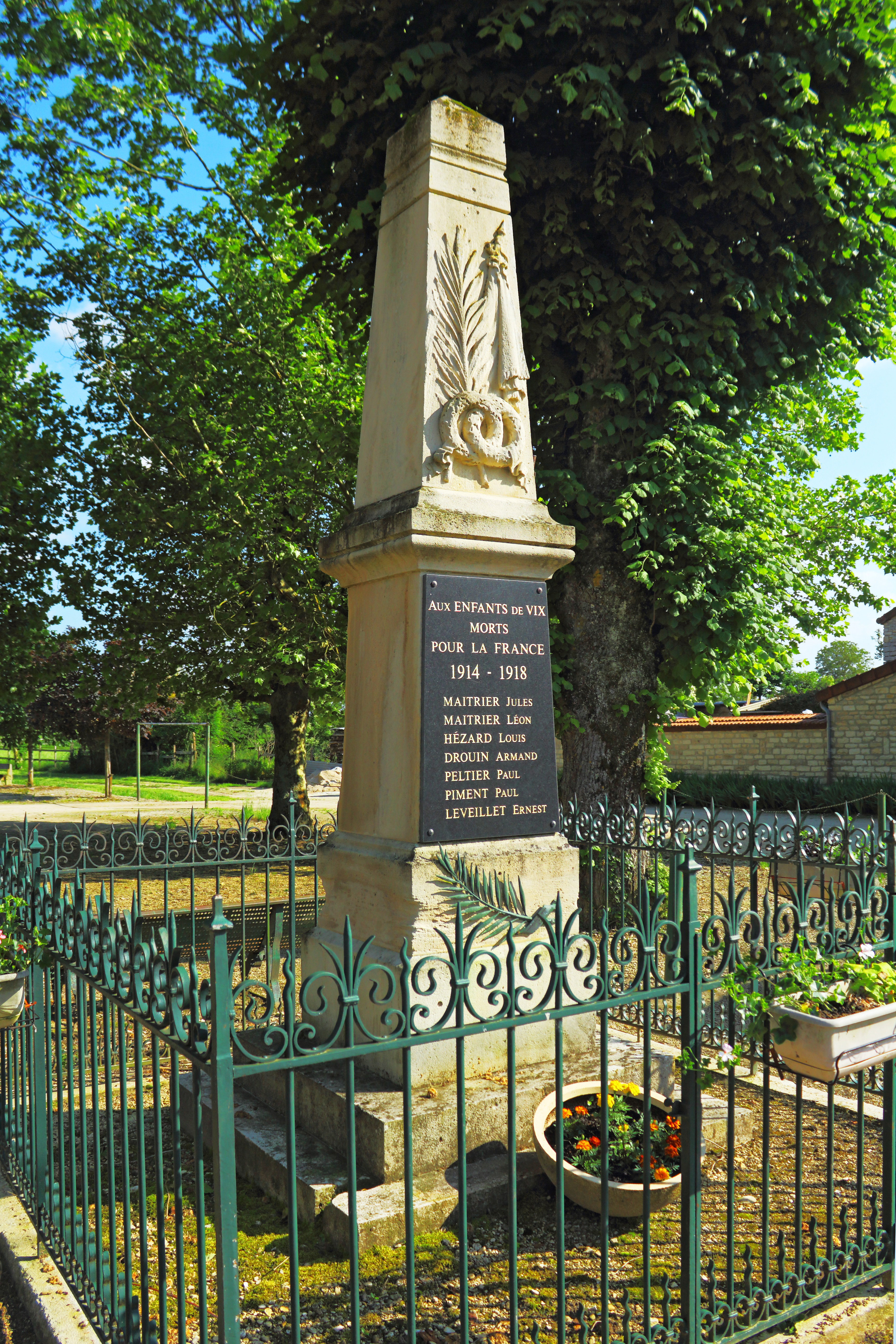
Le monument aux morts.

### Personnalités liées à la commune

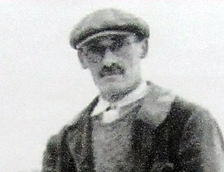
Maurice Moisson.

- Joseph Mittey (1853-1936), peintre suisse d'origine française né à Vix. Il est plus connu en Suisse où il vécut et où on le reconnaît comme l'introducteur de l'impressionnisme. Les musées de Winterthur (Zürich) et Lancy (Genève) conservent certaines de ses œuvres.
- Maurice Moisson (1902-1980), cultivateur et archéologue amateur de la commune, connu pour avoir découvert le cratère de Vix.

### Héraldique
| Blason de Vix | Blason  | Coupé : au 1er d'azur au lion d'or, au 2e d'or au vase à deux anses de sinople. |
| Blason de Vix | Détails | Le statut officiel du blason reste à déterminer.                                |

## Pour approfondir